# 대한민국의 노동쟁의 목록
대한민국의 주요 노동운동은 1960년대 이후 노동운동사의 주요 운동 및 사건을 망라한 것이다. 일부 사건들이 누락되었을 수 있다.
(명기된 날짜는 해당 운동 및 사건이 시작된 시점임)

## 1960년대
- 1963년 6월 : 16개 정부 관리기업체의 보수통제법 폐기투쟁
- 1963년 7월 : 외기노조 의정부지부의 해고 반대투쟁
- 1964년 7월 : 마산방직 임금인상 투쟁
- 1964년 11월 : 조선방직 해고 반대투쟁
- 1965년 5월 : 동신화학 연장근로수당 지급요구 투쟁
- 1965년 5월 : 고려석면 기아임금 시정요구 농성투쟁
- 1965년 11월 : 외기노조 KSC지부 노스웨스트항공 인력파견업체인 한국산업안전주식회사 파업투쟁
- 1966년 2월 : 외기노조 일본상사분회 임금인상 요구투쟁
- 1967년 6월-8월 : 섬유노조 산하 각 지부의 임금인상투쟁
- 1967년 11월 : 자동차노조 산하 좌석버스지부 전국 규모의 임금인상투쟁
- 1968년 3월 : 철도노조 쟁의위협 투쟁
- 1968년 4월 : 동양기계 승급요구 농성투쟁
- 1968년 6월 : 대전방직 체불임금 지급요구 농성투쟁
- 1969년 6월 : 대한조선공사 임금인상 요구하며 가두시위

## 1970년대
- 1970년 2월 : 한국화이자 임금인상, 노동조건 개선 요구투쟁
- 1970년 7월 : 대한조선공사, 임금인상 요구투쟁
- 1970년 11월 27일 : 청계피복노조, 전태일 분신 14일 만에 노동조합 결성
- 1971년 2월 : 아이맥전자, 임금인상 및 노동조건 개선 요구투쟁
- 1971년 4월 : 주한 미국 대사관 경비, 임금인상 및 노동조건 개선 요구투쟁
- 1971년 9월 15일 : 한진파월 노동자들 KAL 빌딩 방화하며 격렬히 투쟁
- 1972년 7월 : 한국모방(원풍모방), 노조민주화투쟁 전개
- 1973년 9월 : 삼립식품, 임금인상 및 노동조건 개선 요구투쟁
- 1974년 2월 : 반도상사, 임금인상 및 노동조건 개선 요구투쟁
- 1974년 4월 7일 : 애경유지, 180여 명이 임금 54% 인상을 요구하며 대강당에서 농성 전개, 30% 임금인상으로 타결
- 1974년 8월 : 종근당제약, 임금인상 및 노동조건 개선 요구투쟁
- 1974년 9월 19일 : 현대조선소, 임금인상 및 노동조건 개선을 요구하며 농성투쟁
- 1976년 9월 : 풍천화섬, 임금인상 및 노동조건 개선 요구투쟁
- 1977년 : 미국 마텔사의 자회사인 대협 노동자들이 일당 400-450원의 저임금 해결 농성에 돌입했으나, 마텔사가 대협을 해체하고 필리핀으로 이전
- 1977년 4월 : 인선사, 임금인상 및 노동조건 개선 요구투쟁
- 1977년 10월 : 제일제당, 임금인상 및 노동조건 개선 요구투쟁
- 1976년 7월 - 1978년 5월 : 동일방직노조 민주노조 사수투쟁 장기간 전개
- 1977년 7월 10일 : 협신피혁 가스중독사 투쟁: 협신피혁 민종진이 폐수처리 중 가스중독사하자 한강성심병원에서 2백여 노동자들이 장례식 후 영구차 시위, 노동청 앞마당에서 연좌농성
- 1976년 7월 - 1978년 5월 : 아리아악기의 정재종 외 5명이 과도를 들고 부사장집에 들어가 가족을 인질로 임금인상, 노동조건 개선을 요구하다가 다음날 농성을 풀고 경찰에 구속됨
- 1978년 3월 : 동일방직 사건 - 연극공연 중 무술경관이 난입, 200여 명에게 폭력을 행사하자 노동자들이 항의, 기독교방송을 점거하고 투쟁
- 1978년 3월 26일 : 동일방직의 해고 노동자들이 부활절 연합예배가 진행되던 여의도에서 단상을 점거하고 노동자들의 처지를 호소하다 연행, 구속됨
- 1978년 4월 : 현대미포조선 노동자들의 임금인상 요구 연좌농성
- 1978년 5월 : 동일방직 해고노동자들 5명이 부산광역시에서 출마한 섬유연맹 위원장의 어용행각 및 블랙리스트 만행을 고발하는 유인물을 살포중 연행, 구속됨
- 1978년 8월 15일 : 해태제과, 8시간 노동제를 요구하며 투쟁시작
- 1978년 8월 22일 : 방림방적, 임금체불 관련 농성투쟁 중 장희수, 김두숙, 전경숙이 연행당함
- 1979년 8월 : YH무역 150여 명, 신민당사에서 농성중 강제해산당함(YH사태)
- 1979년 9월 11일 : 김경숙 추도식 중 30여 명이 연행당함

## 1980년대
- 1980년 3월 4일 : 서울 구로공단 남화전자 노조결성투쟁
- 1980년 4월 28일 : 동국제강 노조결성, 차별금지, 민주화 요구투쟁
- 1980년 4월 20일 : 사북 동원탄좌, 임금인상, 어용노조 퇴진 요구투쟁
- 1980년 5월 1일 : 부산 삼화방직, 여용노조 퇴진 및 임금인상 등 요구투쟁
- 1984년 4월 : 부산 태화고무 공장폐쇄 항의투쟁
- 1984년 5월 : 대구, 부산 택시기사, 노조결성, 사납금 완화 등 요구투쟁
- 1985년 4월 16일 : 대우자동차 부평공장, 임금인상 요구투쟁
- 1985년 6월 24일 : 구로공단, 대우어패럴 노조 간부 석방과 노동악법 철폐, 정권퇴진을 요구하며 동맹파업
- 1987년 7월 : 울산 현대 계열사, 민주 노조 건설, 노동조건 개선 요구투쟁
- 1987년 9월 16일 : 서울 서울지역해고자복직투쟁위원회, 해고자 복직요구 영등포 성문밖교회 투쟁대회, 민주당사 점거농성
- 1988년 11월 : 전국 농민대회, 농산물 수입개방 반대투쟁

## 1990년대
- 1996년 12월~1997년 1월 : 민주노총의 노동법ㆍ안기부법 개악 반대 총파업[1]

## 2000년대
- 2002년 11월 5일 : 민주노총 주5일 근무법안, 공무원조합법안, 경제특구법안 등 반대 총파업[2]
- 2003년 5월 : 전국 운송하역노동조합 화물연대 포항·경남지부 파업
- 2005년 8월 : 기륭전자 비정규직 노조, 비정규직의 정규직화 및 해고자 복직 등 요구투쟁
- 2006년 3월 : KTX 여승무원 고용 분쟁
- 2007년 6월 : 이랜드 비정규직 노조, 비정규직의 정규직화 및 해고자 복직 등 요구투쟁
- 2007년 12월 21일 : 재능교육 전국학습지산업노동조합 재능지부, 해고자 복직 및 단체협약 원상회복 등 요구투쟁
- 2008년 12월 26일 : 전국언론노조, 한나라당의 미디어 관련법 개정에 반대하며 총파업
- 2008년 6월 13일 화물연대 총파업
- 2009년 1월 7일 : 이랜드 일반노조, '이랜드 일반노조 해고자복직투쟁위원회' 결성, 해고자 복직 요구투쟁[3]
- 2009년 5월 22일 ~ 8월 6일 : 쌍용자동차 노조원 평택공장 점거 농성
- 2009년 6월 11일 : 화물연대 총파업

## 2010년대
- 2010년 12월 8일 : 운수노조 민주버스본부 소속 전북지역 7개 지회 노조 인정 및 교섭 등 요구 총파업
- 2010년 12월 28일 : 한진중공업 정리해고 반대 및 노동 조건 개선 요구 파업
- 2011년 5월 : 유성기업(주) 노조 주간 연속 2교대제 및 월급제 등 요구 파업

## 같이 보기
- 대한민국의 노동사
- 일제강점기의 주요 노동운동
- 노동자 대투쟁